# Cucut cua de ventall
El cucut cua de ventall (Cacomantis flabelliformis) és una espècie d'ocell de la família dels cucúlids (Cuculidae) que habita boscos, manglars i medi humà de les muntanyes de Nova Guinea i terres baixes de les illes Aru, Salomó, Noves Hèbrides, Nova Caledònia i Fiji, i al sud-oest, sud, sud-est, est i nord-est d'Austràlia i Tasmània.